# Erich Koellner
Erich Koellner (* 17. Oktober 1884 in Kiel; † 20. April 1918) war ein deutscher Kapitänleutnant in der Zeit des Ersten Weltkrieges.

## Leben

### Herkunft und schulische Ausbildung
Erich Koellner wurde 1884 als Sohn des späteren Konteradmirals Leopold Koellner in Kiel geboren. Anfangs lebte er im Hause seines Großvaters, bevor er 1888 wieder zurück nach Kiel kam und dort ab 1890 die Schule besuchte. In der Schule lernte er Bernd von Arnim kennen, dessen Namen später auch ein Zerstörer der Kriegsmarine trug. 1894 kam Koellner nach Wilhelmshaven und an die Kadettenanstalt Plön. Hier tat er sich durch vorbildliche Leistung und Kameradschaft hervor.

### Militärische Karriere
Im April 1902 trat er in die Kaiserliche Marine ein, wurde am 13. Mai 1913 Kapitänleutnant und kam u. a. bis Januar 1915 als Wach- und Artillerie-Offizier auf der Stralsund zum Einsatz. Anschließend war er bis November 1915 als Wachoffizier auf der Wettin und war dann bis Mai 1917 als Flottillenleutnant bei der Hafenflottille der Elbe. Ab Mai 1917 war er bei der Minenwaffe und hier Chef der 8. Minensuchhalbflottille. Bei dem Vorhaben, vier große Torpedoboote der III. Torpedobootsflottille durch sechs Minensuchboote der 8. Minensuchhalbflottille über die Hoofden (Nordsee) nach Flandern zu bringen, kam die Einheit am 20. April 1918 in ein britisches Minenfeld. Zunächst erhielt das Minensuchboot M 95 zwei Treffer und begann zu sinken. Während der Rettung lief auch die M 39 auf eine Mine. Trotz des schlechten Wetters übernahm das Führungsboot M 64 einen Rettungsversuch. Die M 64 lief aber ebenfalls auf eine Mine und sank. Mit Koellner ertranken drei Minensuchbootkommandanten und 83 Besatzungsmitglieder.

### Ehrung
Zu Ehren Erich Koellners wurde in der Kriegsmarine ein Zerstörer der Klasse 1934 A als Z 13 Erich Koellner nach ihm benannt.
1938 wurde eine neu angelegte Anlegebrücke für M-Boote im Cuxhavener Minensucherhafen Erich-Koellner-Brücke genannt.